# 스티비 닉스
스티브 닉스(영어: Stevie Nicks, 1948년 5월 26일 ~ )는 미국의 싱어송라이터로, 플리트우드 맥의 일원이다. 당시 남자친구인 린지 버킹엄과 듀오로 활동을 시작한 후 Buckingham Nicks 앨범을 발표했지만 거의 성공하지 못했다. 닉스는 1975년 플리트우드 맥에 합류하여 밴드가 120개가 넘는 앨범을 통해 역대 가장 많이 팔린 음악 공연 중 하나가 되도록 도왔다. 전 세계적으로 백만 개의 레코드가 판매되었다. 닉스와 함께한 밴드의 두 번째 앨범인 Rumours는 전 세계적으로 가장 많이 팔린 앨범 중 하나가 되었으며, 미국에서 20× 플래티넘 인증을 받았다. 1981년 플리트우드 맥의 멤버로 남아 있는 동안 닉스는 솔로 활동을 시작하여 빌보드 200 1위를 차지하고 멀티 플래티넘 상태에 도달한 스튜디오 앨범 Bella Donna를 발매했다. 그녀는 플리트우드 맥과 함께 8개의 스튜디오 솔로 앨범과 7개의 스튜디오 앨범을 발표했으며, 미국에서만 총 6,500만 장의 인증 판매를 기록했다.
첫 솔로 앨범이 발매된 후, 롤링 스톤은 그녀를 "로큰롤의 여왕"으로 명명했다. 닉스는 롤링 스톤이 선정한 역대 가장 위대한 작곡가 100인 중 한 명과 역대 가장 위대한 가수 100인 중 한 명으로 선정되었다. 그녀의 플리트우드 맥 노래 "Landslide", "Rhiannon" 및 "Dreams"는 그녀의 솔로 히트곡 "Edge of Seventeen"과 함께 미국에서 밴드의 유일한 1위 히트작이며 모두 롤링 스톤의 "역대 가장 위대한 노래 500곡" 목록에 포함되었다. 그녀는 로큰롤 명예의 전당에 두 번 헌액된 최초의 여성이다. 처음에는 1998년에 플리트우드 맥의 멤버로, 그 다음에는 2019년에 솔로 아티스트로 헌액되었다.
닉스는 솔로 아티스트로서 8개의 그래미상 후보와 2개의 아메리칸 뮤직 어워드 후보에 올랐다. 그녀는 플리트우드 맥과 함께 1978년 Rumours로 그래미상 올해의 앨범상을 포함하여 수많은 상을 수상했다. Fleetwood Mac (1975년 음반), Rumours 및 Bella Donna 앨범은 빌보드의 "역대 최고의 빌보드 200 앨범" 차트에 포함되었다. Rumors는 또한 롤링 스톤의 "역사상 가장 위대한 앨범 500" 목록에서 역대 7번째로 위대한 앨범으로 평가되었으며, 여성 가수의 앨범으로는 4번째로 위대한 앨범으로 평가되었다.

## 음반 목록
- 《Bella Donna》(1981)
- 《The Wild Heart》(1983)
- 《Rock a Little 》(1985)
- 《The Other Side of the Mirror》(1989)
- 《Street Angel》(1994)
- 《Trouble in Shangri-La》(2001)
- 《In Your Dreams 》(2011)
- 《24 Karat Gold: Songs from the Vault》(2014)